# Cyberpunk (Album)
Cyberpunk ist das 1993 erschienene fünfte Studioalbum des britischen Musikers Billy Idol. Es erschien am 29. Juni 1993 bei Chrysalis Records.

## Hintergrund
Cyberpunk ist ein Konzeptalbum. Es war von Idols persönlichem Interesse an Technologie und seinen Versuchen, Computer in der Musik einzusetzen inspiriert. Es verarbeitete die cyberdelischen Subkulturen der späten 1980er und frühen 1990er Jahre. Das Album fiel sehr experimentell aus; Idol beabsichtigte, mehr Kontrolle über sein Songwriting zu übernehmen und zugleich seine Fans an die neuen digitalen Möglichkeiten heranzuführen.

„Ursprünglich sollte Cyberpunk der Soundtrack zu einem Film werden. Tony D. hatte mich dem Regisseur Brett Leonard vorgestellt, der den ersten richtigen Cyber-Film Der Rasenmähermann gemacht hatte und uns erlaubte, alle Effekte aus dem Film zu samplen, die wir wollten. Er sprach über ein Sequel, das er Mind Fire nannte, und wir machten uns an die Arbeit. [...] Das ganze Projekt kam zum Erliegen. Das Studio halbierte das Budget für den Film und machte daraus schließlich mit einem anderen Regisseur einen Flop, mit dem wir nichts mehr zu tun haben wollten. So stand Cyberpunk plötzlich für sich allein, als neue Platte von Billy Idol.“

Das Album beinhaltete ein Narrativ im Cyberpunk-Stil mit synthetisiertem Gesang und Einflüssen aus dem Industrial Rock. Es fiel sowohl bei Kritikern und Fans durch, aber setzte einige Maßstäbe in Fragen der Promotion, die das Internet, E-Mail, Online-Communities und Multimediasoftware umfasste. Auch die Videos und die Liveauftritte basierten auf dem Konzept.
Insgesamt erhielt das Album negative Kritiken und polarisierte bereits die frühen Internetcommunities. So wurde kritisiert, dass das Album Cyberpunk in opportunistischer und kommerzialisierender Art und Weise ausnutze und dem Begriff die ursprüngliche Bedeutung nehme. Seine Unterstützer sahen Idols Ansatz als harmlos und mit guten Absichten an und fühlten sich durch sein neues Interesse an der Cyberkultur ermutigt.

„Das Album erschien am 29. Juni 1993 und war mein bis dato erfolglosestes. Die Kritiker machten sich darüber lustig und nannten es einen inhaltlichen und konzeptuellen Fehlschlag. Musikalisch war es ambitioniert, aber zu unzusammenhängend. Meine kreativen Instinkte – und möglicherweise sogar mein Geschmack – schienen mich diesmal im Stich gelassen zu haben. Aber ich bin trotzdem stolz auf dieses Album. Die Ideen und Themen, denen ich dabei nachgespürt habe, und die Methoden, auf denen ich für Aufnahme, Promotion und die Verbreitung unter meinen Fans bestand, waren ihrer Zeit allesamt weit voraus und sollten in den kommenden Jahren die Plattenindustrie beherrschen.“

## Titelliste
Alle Titel wurden von Billy Idol und Mark Younger-Smith geschrieben, außer wo angegeben.
| Nr.          | Titel                                | Autor(en)                                                                                                 | Länge |
| ------------ | ------------------------------------ | --- | ----- |
| 1.           | Untitled (Opening Manifesto)         | Gareth Branwyn, editiert mit Ergänzungen von Idol, unter Lizenz von Is There a Cyberpunk Movement? (1992) | 1:01  |
| 2.           | Wasteland                            | | 4:34  |
| 3.           | Untitled (Pre-Shock)                 | | 0:19  |
| 4.           | Shock to the System                  | | 3:33  |
| 5.           | Tomorrow People                      | | 5:07  |
| 6.           | Adam in Chains                       | Idol, Robin Hancock                                                                                       | 6:23  |
| 7.           | Neuromancer                          | Idol, Younger-Smith, Hancock, Ace Mackay-Smith, Greg Stump                                                | 4:34  |
| 8.           | Power Junkie                         | | 4:46  |
| 9.           | Untitled (That Which Beareth Thorns) | | 0:27  |
| 10.          | Love Labours On                      | | 3:53  |
| 11.          | Heroin                               | Lou Reed                                                                                                  | 6:57  |
| 12.          | Untitled (Injection)                 | | 0:22  |
| 13.          | Shangrila                            | | 7:24  |
| 14.          | Concrete Kingdom                     | | 4:52  |
| 15.          | Untitled (Galaxy Within)             | | 0:38  |
| 16.          | Venus                                | | 5:47  |
| 17.          | Then the Night Comes                 | | 4:37  |
| 18.          | Untitled (Before Dawn)               | | 0:25  |
| 19.          | Mother Dawn                          | Durga McBroom, Martin Glover                                                                              | 5:03  |
| 20.          | Recap                                | | 0:56  |
| Gesamtlänge: | Gesamtlänge:                         | Gesamtlänge:                                                                                              | 71:38 |

## Musikvideos
Zu folgenden Stücken aus dem Album sind Musikvideos erschienen:
- Shock to the System (Regie: Brett Leonard). 1993 Nominiert für zwei MTV Video Music Awards. Best Special Effects in a Video, Stan Winston, Best Editing in a Video, Jim Gable[10].
- Heroin (Regie: Brett Leonard)[11].
- Adam In Chains (Regie: Julien Temple)[12].

## Belege
1. ↑  Bob Gourley: Billy Idol. In: Chaos Control Digizine. 1993, archiviert vom Original (nicht mehr online verfügbar) am 9. Oktober 2007; abgerufen am 12. August 2008 (englisch).
2. 1 2  Billy Idol: Dancing With Myself - Die Autobiografie. Hrsg.: Wilhelm Heyne Verlag. München 2014, ISBN 978-3-641-07967-3, S. 415.
3. ↑  Catherine Downes: Billy Idol Goes Back To the Future. In: Dallas Observer. 19. August 2010, archiviert vom Original (nicht mehr online verfügbar) am 19. Oktober 2012; abgerufen am 26. Februar 2011 (englisch).  Info: Der Archivlink wurde automatisch eingesetzt und noch nicht geprüft. Bitte prüfe Original- und Archivlink gemäß Anleitung und entferne dann diesen Hinweis.
4. ↑  Michael Saunders: Billy Idol turns 'Cyberpunk' on new CD. In: The Boston Globe. 19. Mai 1993 (englisch).
5. ↑  Tim Appelo: A Star Is Virtually Reborn. In: Entertainment Weekly. Band 178, 9. Juni 1993, S. 24 (Online [abgerufen am 12. August 2008]).
6. ↑  Robert Christgau: Virtual Hep. Village Voice, 10. August 1993, abgerufen am 11. November 2007 (englisch).
7. ↑  alt.cyberpunk: Frequently Asked Questions. project.cyberpunk.ru (2004)
8. ↑  Gareth Branwyn: Idol 'ware. In: Beyond Cyberpunk! The Computer Lab, 1998, abgerufen am 12. August 2008 (englisch).
9. ↑  Penn Jillette: Billy Idol – Learning to Type. In: PC/Computing. Band 6, Nr. 12, Dezember 1993, S. 506 (englisch, Online [abgerufen am 12. August 2008]).
10. ↑  Billy Idol: Shock to the System (Musik Video 1993) - Auszeichnungen. Abgerufen am 16. Februar 2024 (deutsch).
11. ↑  Billy Idol: Heroin. Abgerufen am 16. Februar 2024.
12. ↑  Billy Idol: Adam in Chains. Abgerufen am 16. Februar 2024.